# Mordellistena columbretensis
Mordellistena columbretensis là một loài bọ cánh cứng trong họ Mordellidae. Loài này được Compte miêu tả khoa học năm 1969.